# Pawilon Cepelii w Warszawie
Pawilon Cepelii, także pawilon „Cepelii“ lub pawilon „Cepelia“ – późnomodernistyczny pawilon Centrali Przemysłu Ludowego i Artystycznego (Cepelii), znajdujący przy ulicy Marszałkowskiej 99/101, przy rondzie Dmowskiego się w Warszawie.

## Opis

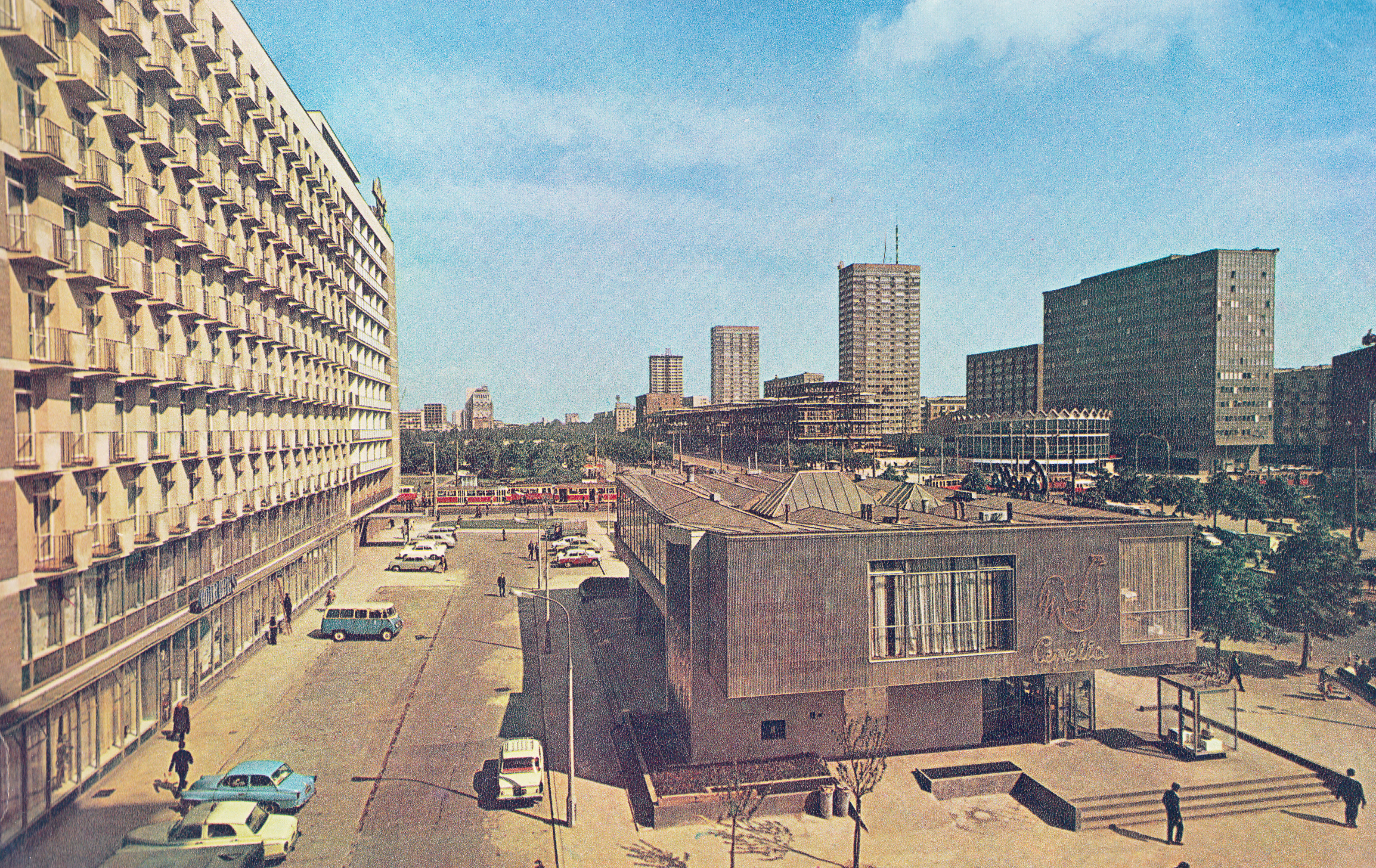
Pawilon w latach 60. XX wieku

Dwukondygnacyjny pawilon powstał według projektu Zygmunta Stępińskiego, wykonanego we współpracy z Andrzejem Milewskim i Aleksandrem Hawemanem, w sąsiedztwie ukończonego rok wcześniej hotelu Metropol (również autorstwa Stępińskiego) oraz realizowanej w tym samym czasie zabudowy mieszkaniowo-usługowej ulicy Marszałkowskiej. 
Budowa była kilka razy przerywana, m.in. z powodu problemów z wykonawcami oraz trudnościami z przydziałem odpowiedniej stali, aluminium i wielkowymiarowych szyb. Budynek został ukończony 30 marca 1966 roku, a jego uroczyste otwarcie nastąpiło 15 kwietnia tego samego roku. Następnego dnia w pawilonie rozpoczął działalność jeden z najbardziej znanych sklepów Cepelii w Warszawie.
Budynek miał stalową konstrukcję umieszczoną na 12 słupach i wypełnioną szklanymi taflami, co pozwoliło uzyskać efekt lekkości i transparentności. Przeszklono ok. 80% powierzchni ścian. W zamierzeniu architekta miało to umożliwić oglądanie wyrobów Cepelii także przez przechodniów z ulicy; z kolei osoby znajdujące się w środku mogły obserwować ruchu uliczny na skrzyżowaniu ulicy Marszałkowskiej i Alej Jerozolimskich. Budynek został również wyniesiony ponad poziom chodnika. Nieprzeszkloną część elewacji (od strony hotelu Metropol) pokryto ręcznie wypalanymi płytkami ceramicznymi w kolorze turkusowym; każda z nich była niepowtarzalna, ozdobiona geometrycznymi wzorami autorstwa Stanisława Kucharskiego. Płytki wyprodukowała Spółdzielnia Pracy Przemysłu Ludowego i Artystycznego „Kamionka” z Łysej Góry. 
Na elewacji umieszczono neony przedstawiające logo Cepelii – kogutka – oraz nazwę przedsiębiorstwa. Budynek miał ok. 1200 m² powierzchni handlowej i wystawienniczej. Ustawiono przy nim także szklane gabloty wystawowe.
W latach 90. pawilon podupadł i stawał się coraz bardziej zapuszczony. Umieszczono na nim wielkoformatowe reklamy oraz stelaż z wyświetlaczem reklam. W piwnicy działał klub Ferment.
W 2017 budynek został wpisany do gminnej ewidencji zabytków m.st. Warszawy, a w 2019 do rejestru zabytków.
Pawilon został sprzedany przez Cepelię prywatnemu nabywcy. Według jego planów po modernizacji miał się w nim mieścić lokal sieci McDonald’s. W 2019 roku wojewódzki konserwator zabytków Jakub Lewicki odmówił uzgodnienia projektu, uzasadniając to „znaczną ingerencją w zabytkową substancję zabytku“. Inwestor odwołał się do Ministerstwa Kultury i Dziedzictwa Narodowego, który uchylił decyzję konserwatora i nakazał ponowne rozpatrzenie sprawy. Po rezygnacji spółki McDonald’s z uruchomienia lokalu w pawilonie, w 2022 roku jego właściciel uzyskał decyzję o warunkach zabudowy dopuszczającą rozbudowę, przebudowę i remont zdewastowanego budynku bez funkcji gastronomicznej.

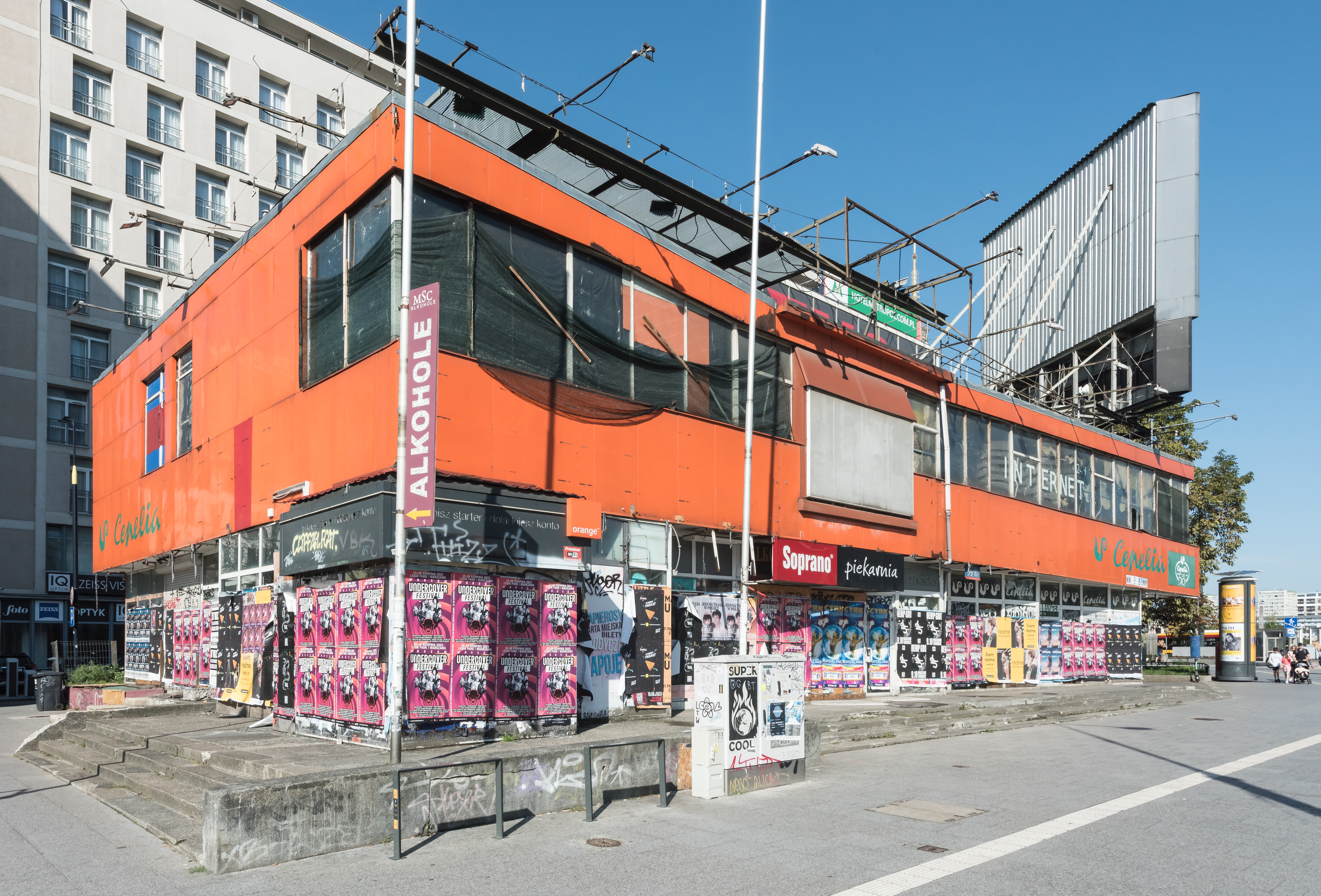
Pawilon przed remontem (2023)

W 2023 roku z uwagi na zagrożenie zniszczeniem lub istotnym uszkodzeniem zabytku wojewódzki konserwator zabytków wydał decyzję (nadając jej rygor natychmiastowej wykonalności) nakazującą właścicielowi rozpoczęcie remontu pawilonu i zdjęcie z niego nośników reklamowych. Nowy projekt budowlany odtwarzający oryginalny kształt budynku przygotował Andrzej M. Chołdzyński. 
Prace remontowe rozpoczęto w lutym 2024 roku. Odtworzono m.in. metalowe okładziny na elewacjach, dekoracje ceramiczne na parterze oraz przywrócono przeszklenia oraz wolnostojące witryny reklamowe przy budynku. Na pierwszym piętrze wyeksponowano zachowany fragment oryginalnej elewacji pawilonu z aluminiowej blachy falistej oraz odtworzono (od strony ulicy Nowogrodzkiej) neon z kogutkiem – logo Cepelii. Obok budynku ustawiono maszt flagowy, który był przewidziany w pierwotnym projekcie Zygmunta Stępińskiego. W odrestaurowanym pawilonie w grudniu 2024 roku otwarto sklep sieci Empik.

## Nagrody
- Nagroda Architektoniczna Prezydenta m.st. Warszawy XI edycji w kategorii Nowe Życie Budynków 2024[18]